# La rosa
La Rosa es una película estadounidense de 1979 dirigida por Mark Rydell y con actuación de Bette Midler, Alan Bates, Frederic Forrest, Harry Dean Stanton, Barry Primus, y David Keith. Se basa vagamente en la vida de Janis Joplin. El film fue candidato a cuatro Oscar, a la mejor actriz principal (Bette Midler), al mejor actor de reparto (Frederick Forrest), al mejor sonido, y al mejor montaje.

## Argumento
Mary Rose (Bette Midler) es una cantante de rock que va de concierto en concierto. Su éxito aumenta de forma vertiginosa y ella cae en el consumo de alcohol y de drogas. Su salud se resiente de tal forma que en una de sus actuaciones ocurre lo inevitable.

## Reparto
- Bette Midler: Mary Rose Foster (The Rose).
- Alan Bates: Rudge Campbell.
- Frederic Forrest: Houston Dyer.
- Harry Dean Stanton: Billy Ray.
- Barry Primus: Dennis.
- David Keith: Pfc. Mal
- Sandra McCabe como Sarah Willingham.
- Will Hare: Mr. Leonard
- James Keane: Sam.
- Doris Roberts: Mrs. Foster
- Danny Weis: Danny, Guitarrista de The Rose Band.

## Producción
La película se le ofreció originalmente a Ken Russell. Russell ha descrito esta decisión como el mayor error de su carrera, debido a que optó por dirigir otra película. En un momento, Michael Cimino también estaba programado para dirigir, pero eligió dirigir Heaven's Gate en su lugar. Sin embargo, Cimino hizo contribuciones no acreditadas al guion.

### Casting
A Suzy Williams se le ofreció originalmente el papel principal, pero lo rechazó por motivos personales y se lo sugirió a Bette Midler quien finalmente convenció al equipo para ser la indicada para quedarse con el papel.

### Filmación
The Rose se completó a tiempo para un lanzamiento programado en abril de 1979; sin embargo, 20th Century-Fox decidió posponer el estreno hasta el otoño de 1979: (cita de Mark Rydell:) "[en] la época de Pascua ... parece que al público le gustan las películas espumosas".

## Recepción

### Crítica
The Rose tiene una calificación de 71%  en Rotten Tomatoes, según 21 reseñas.
La película se estrenó en la ciudad de Nueva York el miércoles 7 de noviembre de 1979 y recaudó $ 793,063 en su primer fin de semana en 44 pantallas, el segundo fin de semana de estreno con mayor recaudación en menos de 50 pantallas detrás de Star Wars (1977). La película recaudó 29,2 millones de dólares en los Estados Unidos y Canadá.

### Premios y nominaciones
| Premio                              | Categoría                           | Nominado/a                                                          | Resultado |
| ----------------------------------- | ----------------------------------- | ------------------------------------------------------------------- | --------- |
| Premios Oscar                       | Mejor Actriz                        | Bette Midler                                                        | Nominada  |
| Premios Oscar                       | Mejor Actor de Reparto              | Frederic Forrest                                                    | Nominado  |
| Premios Oscar                       | Mejor Montaje                       | Robert L. Wolfe - Carroll Timothy O'Meara                           | Nominados |
| Premios Oscar                       | Mejor Sonido                        | Theodore Soderberg, Douglas Williams, Paul Wells y Jim Webb         | Nominados |
| Premios BAFTA                       | Mejor Actriz                        | Bette Midler                                                        | Nominada  |
| Premios BAFTA                       | Mejor Sonido                        | Theodore Soderberg, Douglas O. Williams, Paul Wells y James E. Webb | Nominados |
| Premios César                       | Mejor Película Extranjera           | Mark Rydell                                                         | Nominada  |
| Premios Globo de Oro                | Mejor Película de Comedia - Musical | Mejor Película de Comedia - Musical                                 | Nominada  |
| Premios Globo de Oro                | Mejor Actriz de Comedia o Musical   | Bette Midler                                                        | Ganadora  |
| Premios Globo de Oro                | Mejor Actor de Reparto              | Frederic Forrest                                                    | Nominado  |
| Premios Globo de Oro                | Mejor Canción original              | "The Rose" – Amanda McBroom                                         | Ganadora  |
| Premios Globo de Oro                | Mejor estrella femenina             | Bette Midler                                                        | Ganadora  |
| National Society of Film Critics    | Mejor Actriz                        | Bette Midler                                                        | Nominada  |
| National Society of Film Critics    | Mejor Actor de Reparto              | Frederic Forrest                                                    | Ganador   |
| New York Film Critics Circle Awards | Mejor Actriz                        | Bette Midler                                                        | Nominada  |
| New York Film Critics Circle Awards | Mejor Actor de Reparto              | Frederic Forrest                                                    | Nominado  |
| SESC Film Festival                  | Mejor Película Extranjera           | Mark Rydell                                                         | Ganadora  |